# دانيال فاكا
دانيال فاكا (بالإسبانية: Daniel Vaca) (3 نوفمبر 1978 بسانتا كروز دي لا سييرا في بوليفيا - ) هو مدرب كرة قدم ولاعب كرة قدم بوليفي في مركز حراسة المرمى. شارك مع منتخب بوليفيا لكرة القدم. أما مع النوادي، فقد لعب مع ذي سترونغيست ونادي خورخي ويلسترمان ونادي ديبورتيفو سان خوسي وأورينتي بيتروليرو وكلوب ديسترويرس ونادي بلومينغ.

## وصلات خارجية
- دانيال فاكا على موقع قاعدة بيانات كرة القدم.إي يو (الإنجليزية)
- دانيال فاكا على موقع ناشيونال فوتبول تيمز (الإنجليزية)
- دانيال فاكا على موقع Soccerway.com (الإنجليزية)
- دانيال فاكا على موقع AS.com (الإسبانية)